# Enoplognatha apaya
Enoplognatha apaya là một loài nhện trong họ Theridiidae.
Loài này thuộc chi Enoplognatha. Enoplognatha apaya được Alberto Barrion & James A. Litsinger miêu tả năm 1995.